# Walter Meeuws
Walter Meeuws (11 de juliol de 1951) és un exfutbolista belga.

## Selecció de Bèlgica
Va formar part de l'equip belga a la Copa del Món de 1982.